# Sanogasta mandibularis
Sanogasta mandibularis är en spindelart som beskrevs av Ramírez 2003. Sanogasta mandibularis ingår i släktet Sanogasta och familjen spökspindlar. Inga underarter finns listade i Catalogue of Life.